# Fidelio
Fidelio (op. 72) je opera v dveh dejanjih (treh slikah) Ludwiga van Beethovena in predstavlja edino njegovo opero. Libreto sta napisala J. Sonnleithner in Fr. Treitschke po predlogi francoskega libreta avtorja Jeana-Nicolasa Bouillya.
E. Schikaneder, najemnik dunajskega gledališče Theater an der Wien je pri Beethovenu naročil novo opero. Vendar do izvedbe ni prišlo, saj je najemnik vmes zapadel v denarne težave. Novi upravnik pa je prav tako poznal skladateljevo nadarjenost za dramatično ustvarjanje in mu je naročil opero Fidelio. Beethoven je tako poleti leta 1805 napravil večino skic za novo opero. Krstna predstava je bila 20. novembra 1805 na Dunaju. Občinstvu delo ni ugajalo, zato jo je skladatelj revidiral. Vsebino je s treh dejanj združil v dve dejanji, vendar tudi sedaj opera ni požela odobravanja. Sam skladatelj je opero imenoval za trnovo krono, saj je na njej veliko delal, uspeha pa ni bilo. Za uprizoritev maja leta 1814 je napisal še novo uverturo in v taki obliki opero izvajajo še danes.

## Osebe
- Don Fernando, minister - bariton
- Don Pizzarro, guverner državnih ječ - bariton
- Florestan, jetnik - tenor
- Leonora, njegova žena, pod imenom Fidelio - sopran
- Rocco, ječar - bas
- Marcellina, njegova hči - sopran
- Jaquino, vratar - tenor
- Prvi jetnik - bas
- Drugi jetnik - bariton
- Vojaki, jetniki in ljudstvo.

## Vsebina
Godi se v španski državni ječi v poznem 18. stoletju.

### Prvo dejanje

#### Prva slika
Soba v ječarjevem stanovanju.
Vratar Jaquino je zaljubljen v ječarjevo hčer Marcelino, ona pa je naklonjena ječarjevemu mlademu pomočniku Fideliu, o katerem ne sluti, da je v moškega preoblečena žena že dolgo po krivem zaprtega Florestana. Vstopi ječar Rocco s pomočnikom Fideliom. Ječar pove, da bi bil zadovoljen, če bi se njegova hči poročila s Fideliom, saj mu je všeč. Fidelio se težko izmuzne iz nastalega položaja. Njen edini cilj je, da bi prišlo do ljubljenega Florestana, ki je že dve leti zaprt in o katerem je zlobni guverner Pizarro dal že razglasiti, da je mrtev. Leonora pa tega ne verjame, temveč skuša po kateri koli poti priti do jetnika in ga rešiti. Zato pristane na Roccovo prigovarjanje s pogojem, da jo vzame s seboj v ječe. Rocco ji obljubi, da bo pridobil od guvernerja dovoljenje.

#### Druga slika
Jetnišnično dvorišče.
Guverner Pizarro dobi obvestilo, da si bo še ta dan minister ogledal jetnišnico. Pizarro se ustraši, da bo minister pri tem izsledil Florestana, zato sklene, da ga da usmrtiti še pred ministrovim prihodom. V ta namen hoče pregovoriti ječarja, da izvede njegov zlobni
naklep. Ker se ta upre, sklene Pizarro jetnika sam usmrtiti, ječarju pa naroči, naj takoj izkoplje grob v Florestanovi celici. Leonora, ki posluša pogovor, po Pizarrovem odhodu zaprosi ječarja, naj za proslavo kraljevega rojstnega dne spusti jetnike za nekaj časa na dvorišče. Upa, da bo pri tem videla Florestana, toda ni ga med njimi. Pizarro se nenadoma vrne in zbesni, ko opazi jetnike na dvorišču ter jih ukaže nemudoma zapreti. Leonora zasluti, da je pred Florestanom odločilni dan, zato pregovori ječarja, da jo vzame s seboj.

### Drugo dejanje
Podzemna celica.
Florestan se premetava po ležišču in omedli po napadu obupa. Rocco in Leonora pričneta kopati grob. Florestan se prebudi od ropota ter prosi kruha in vode. Leonora ga prepozna in mu da vina in kruha. Ko izkopljeta grob, zažvižga Rocco v znak, da je delo končano. Pizarro
stopi v ječo, da bi umoril Florestana. Že dvigne bodalo, ko se vrže Leonora med njiju in ga prestreže. Pizarro sedaj želi oba umoriti, a Leonora dvigne pištolo, ki jo je imela pri sebi, jo nameri v Pizarra in mu zagrozi s smrtjo. Zunaj zadoni fanfara s stolpa trdnjave in naznani ministrov prihod. Pizarra odhiti. Florestan in Leonora se po dveh letih ponovno objameta.
Vstopi minister in vsem prebere vladni sklep, da so pomiloščeni. Ko privede Rocco Florestana, ga prepozna minister kot svojega prijatelja, o katerem je bil obveščen, da je mrtev. Pizarrova hudobija in izdajstvo postaneta očita, zato ga odvedejo pred sodišče. Leonora sname Florestanu okove in množica jima navdušeno vzklika.